# 艾溪湖
28°41′14″N 115°58′34″E / 28.68722°N 115.97611°E
艾溪湖位于中国江西省南昌市东部高新技术开发区内，面积3.96平方千米，是南昌市建成区范围内较大的湖泊，仅次于瑶湖。
2007年开始在艾溪湖及其东岸建设艾溪湖湿地公园。